# Зехиэл, Дживай
Дживай Зехиэл (нидерл. Gjivai Zechiël; род. 1 июня 2004, Роттердам, Южная Голландия) — нидерландский футболист, опорный полузащитник клуба «Фейеноорд», выступающий на правах аренды за «Утрехт».

## Клубная карьера
Дживай Зехиэл — воспитанник нидерландских клубов «Свифт Бойз», «КсерксесДЗБ» и роттердамской «Спарты», и позже «Фейеноорда». 5 апреля 2022 года он подписал свой первый профессиональный контракт с «Фейеноордом» до 2025 года. Нидерландец дебютировал за клуб 27 августа 2023 года в матче Эредивизи против роттердамской «Спарты».
4 февраля 2025 года перешёл на правах аренды в «Спарту» до конца сезона.

## Международная карьера
Дживай Зехиэл был вызван в сборную Нидерландов до 19 лет на серию квалификационных матчей чемпионата Европы среди юношей до 19 лет в сентябре 2022 года.

## Личная жизнь
Отец Дживая — Роуэн также был футболистом и играл за «КсерксесДЗБ».

## Достижения
«Фейеноорд»
- Обладатель Суперкубка Нидерландов: 2024